# NGC 922
NGC 922 è una galassia a spirale barrata situata nella costellazione della Fornace, a una distanza di circa 138 milioni di anni luce dalla nostra Via Lattea.

## Scoperta
La galassia è stata scoperta il 17 novembre 1784 dall'astronomo britannico di origine tedesca William Herschel.

## Descrizione
NGC 922 ha una classe di luminosità III-IV e presenta una larga riga a 21 cm dell'idrogeno neutro.
Nella galassia sono presenti anche regioni di idrogeno ionizzato.
La luminosità della galassia nell'infrarosso lontano (da 40 a 400 µm) è di 2,19 x 1010 {\displaystyle L_{\odot }} (1010,34 {\displaystyle L_{\odot }}) mentre la luminosità totale nell'infrarosso (da 8 a 1000 µm) è di 3,02 x 1010 {\displaystyle L_{\odot }} (1010,48 {\displaystyle L_{\odot }}).
La sua forma particolare sembra derivare da una collisione tra una galassia grande e una piccola, avvenuta circa 300 milioni di anni fa.

## Supernove
Due supernove sono state scoperte in NGC 922: SN 2002gw e SN 2008ho.

### SN 2002gw
Questa supernova è stata scoperta il 13 ottobre 2002 in modo indipendente dall'astronomo amatoriale sudafricano Berto Monard e dall'astronauta Takao Doi. La supernova è stata classificata di tipo II.

### SN 2008ho
La supernova è stata scoperta il 26 novembre 2008 da G. Pignata, J. Maza, M. Hamuy, R. Antezana, L. Gonzalez, P. Gonzalez, P. Lopez, S. Silva, G. Folatelli, D. Iturra, R. Cartier e F. Forster nel corso del programma di ricerca di supernove CHASE (CHilean Automatic Supernova sEarch) dell'Università del Cile. La supernova è stata classificata di tipo IIP.